# Rhyaciano
Il Rhyaciano (dal Greco rhyax, " flusso di lava") è il secondo periodo dell'era Paleoproterozoica, e si estende da 2,3 a 2,05 miliardi di anni fa.
Anziché essere basate sulla stratigrafia, queste date sono definite cronologicamente.

## Caratteristiche
Il Complesso del Bushveld nell'Africa meridionale e altre simili rocce intrusive si formarono durante questo periodo in seguito alle intrusioni di lava, dando di conseguenza il nome al periodo.
La glaciazione uroniana, iniziata 2,4 miliardi di anni fa nel precedente Sideriano, si concluse nel tardo Rhyaciano, 2,1 miliardi di anni fa.
I primi Eucarioti, cioè i primi organismi viventi costituiti da cellule dotate di nucleo ben distinto, cominciarono a svilupparsi in questo periodo.